# Tachysurus
Tachysurus — рід риб з родини Bagridae ряду сомоподібних. Має 11 видів.

## Опис
Загальна довжина представників цього роду коливається від 6 см до 1 м. Голова невеличка. Очі помірного розміру. Вуси навколо рота короткі. Тулуб витягнутий. Спинний плавець високий, основа коротка. Грудні та черевні плавці невеличкі. Жировий плавець крихітний. Анальний плавець довший за спинний. Хвостовий плавець розвинений, невеличкий, розрізаний.
Забарвлення оливкового, коричневого, сірого кольору зі світлими відтінками.

## Спосіб життя
Віддають перевагу повільним річкам і озерам з каламутною, теплою водою. Крім того, зустрічаються в бочагах, відокремлених від великої води, де вода прогрівається вище 30°C°C. Полюбляють мілину. У каламутній воді можна запросто наступити на гострі спинні колючки. Деякі види живуть групами. Живляться безхребетними. Живляться рибами.

## Розповсюдження
Поширені у водоймах Китаю, Корейського півострова, Росії, Японії, Тайваню та В'єтнаму. Мешкають в басейні річки Амур, зокрема у притоках Уссурі, Зея, також в озері Ханка.

## Види
- Tachysurus adiposalis
- Tachysurus argentivittatus
- Tachysurus brashnikowi
- Tachysurus dumerili
- Tachysurus fulvidraco
- Tachysurus herzensteini
- Tachysurus hoi
- Tachysurus longispinalis
- Tachysurus nitidus
- Tachysurus nudiceps
- Tachysurus sinensis
- Tachysurus spilotus
- Tachysurus virgatus

## Тримання в акваріумі
Підходить акваріум від 200 літрів. На дно насипають дрібний сірий або жовтий пісок. Із декорацій підійдуть велике каміння неправильної форми і корчі. Рослинами можна засадити один з кутів. В акваріумі їх містять групою від 5 штук. Це забіякуваті риби, які можуть загризти повільних сусідів по акваріуму. Сусіди повинні бути великих розмірів і досить спритні — чебака, великі пічкурі. Але краще утримувати сомів окремо великою зграєю у видовому акваріумі. Їдять риби будь-який живий харч, замінники (фарш з морепродуктів). Не торкаються до сухого корму. З технічних засобів знадобиться внутрішній фільтр середньої потужності для створення помірного течії, компресор. Температура тримання повинна становити 15-25 °C.